# پاتراوادی میچوتون
پاتراوادی میچوتون (تای: ภัทราวดี มีชูธน؛ ‏ آرتی‌جی‌اس: Phattharawadi Michuthon؛ زادهٔ ۲۷ مهٔ ۱۹۴۸) بازیگر اهل تایلند است. وی را «جودی دنچ تایلند» لقب داده‌اند.
از فیلم‌ها یا مجموعه‌های تلویزیونی که وی در آن‌ها نقش داشته است، می‌توان به وایت لوتوس اشاره نمود.